# Gabriel Schürrer
Gabriel Schürrer (Rafaela, Argentina, 16 d'agost de 1971) és un exfutbolista argentí que té també la nacionalitat espanyola. Jugava de defensa central i el seu primer equip va ser el Club Atlético Lanús de l'Argentina.

## Biografia
Va néixer a Rafaela (Santa Fe), el 16 d'agost de 1971. És el major de tres germans (Alejandro Schürrer i Soledad Schürrer). Va començar en l'equip de la seva ciutat natal, l'Atlético de Rafaela, passant l'any 1990 a Lanús amb el qual va debutar en la Primera Divisió Argentina. En l'equip "granate" va romandre 6 temporades jugant 193 partits i marcant 22 gols.
El 1996 passa a jugar La Lliga d'Espanya, al fitxar pel Racing de Santander en el qual va estar 2 temporades durant les quals va jugar 68 partits de lliga marcant 4 gols. El seu bon fer li duu l'any 1998 al Deportivo de La Corunya, en el qual també va romandre 2 temporades, jugant 47 partits i marcant 3 gols. En la seva segona temporada a La Corunya el Depor va assolir el campionat de lliga.
En l'any 2000 va fitxar per la UD Las Palmas també de la Primera divisió espanyola, equip amb el qual va jugar altres dues temporades, amb un total de 64 partits i 4 gols. El descens del seu equip el va dur fins a Sant Sebastià l'any 2002, al fitxar per la Reial Societat. En la seva primera temporada en la Reial, va jugar 23 partits sense marcar tants, assolint un meritori subcampionat amb l'equip donostiarra. En la seva segona temporada va jugar 33 partits i va marcar un gol en lliga i 7 partits i un gol en la Lliga de Campions.
En la Reial Societat va finalitzar la seva primera etapa a Espanya, ja que el 2004 va fitxar per l'Olympiakos FC grec amb el qual també va disputar la Lliga de Campions (jugant 6 i marcant un gol). En la seva primera temporada a Grècia va assolir el "doblet", i en la segona el títol de lliga.
El 2006 va tornar al futbol espanyol, fitxant pel Màlaga CF, recén descendit a la Segona divisió.
Actualment es troba treballant amb les inferiors del Club Atlético Lanús.

## Selecció
Ha estat internacional amb la selecció de futbol de l'Argentina en 14 ocasions. Va participar amb la seva selecció en la Copa Amèrica 1995 dirigida per Daniel Passarella.